# Kiribat
A kiribat (szingaléz nyelven: කිරිබත්) a Srí Lanka-i konyha egyik legismertebb, legelterjedtebb étele. Kókusztejjel főzött rizsből készül, és számos különböző feltéttel tálalható. Nagy szerepe van a különféle ünnepek alkalmával és több hagyomány is kapcsolódik hozzá.

## Készítése
A kiribathoz mindössze négy összetevő kell: rizs, víz, só és kókusztej. Rizsből bármilyen fajta jó, de leggyakrabban a rövid szemű kekulu rizst használják, illetve Srí Lanka déli részén vörös rizst is.
Az étel nagyjából egy óra alatt elkészíthető. Ennek az időnek nagyjából a felét az teszi ki, hogy kezdetben a rizst egy kevés hideg vízben kell áztatni (kb. egy bögrényi rizshez egy bögrényi víz kell). Ha ez megvan, még egy kis víz (feleannyi, mint az előbb) és ízlés szerinti mennyiségű só hozzáadása után annyi ideig kell főzni, amíg a rizs megpuhul, a víz pedig elpárolog. Végül hozzá kell adni a kókusztejet is, és ezzel is addig főzni, amíg már nem marad lé az edény alján.
A megfőtt kiribatot ezután formázni és tálalni lehet. Az egyik lehetőség, hogy egy kizsírozott felületre, sütőpapírra vagy banánlevélre kiterítik úgy, hogy körülbelül fél centiméter vastagságú legyen, majd egy kis idő múlva kisebb, téglalap vagy rombusz alakú szeletekre vágják.
Létezik édes változata is (például nádcukorral), de leggyakrabban sósan-fűszeresen készítik. A legkedveltebb tálalási módja, hogy csípős lunumiriszt adnak hozzá, de lehet enni ambul tijállal vagy bármilyen fűszeres (például csilis, kurkumás) mártással is.

## Hagyományok

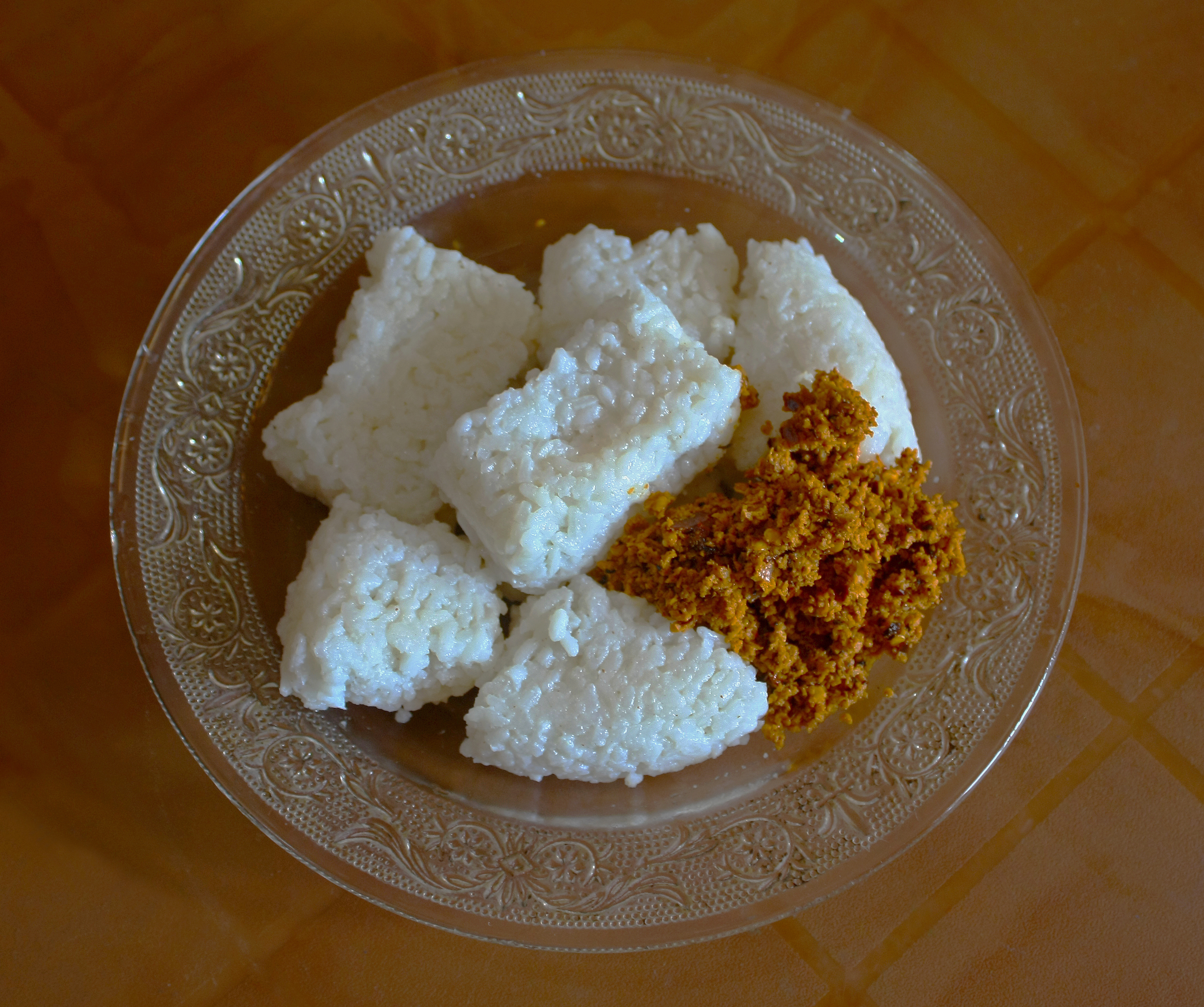
Kiribat

A Srí Lankában könnyen hozzáférhető alapanyagokból egyszerűen elkészíthető kiribatot, amely a bőség és a virágzás jelképe is, igen gyakran fogyasztják az országban, mind hétköznapi, mind ünnepi alkalmakkor. Igen fontos szerepet játszik a szingaléz újév megünneplésében, amikor is gyakran a családanya egy újonnan vásárolt cserépfazékban főzi meg, majd a családfő jelképesen a család összes tagját megeteti belőle. Ez az első szilárd étel, amit egy babának adnak, és gyakori, hogy a friss házasok is először kiribatot kapnak enni, sőt, még a Buddhának szánt felajánlások között is megtalálható szokott lenni. Vannak családok, akik minden hónap elsején kiribatot főznek.